# 空拳
『空拳』（Bare Fists）は、1919年に公開されたアメリカ合衆国の西部劇映画である。監督はジョン・フォード、主演はハリー・ケリーである。この映画は失われた映画であると考えられている。